# Gare de Ravensthorpe
 (janvier 2020).
Si vous disposez d'ouvrages ou d'articles de référence ou si vous connaissez des sites web de qualité traitant du thème abordé ici, merci de compléter l'article en donnant les références utiles à sa vérifiabilité et en les liant à la section « Notes et références ».
La gare de Ravensthorpe est une gare ferroviaire du Royaume-Uni,  située dans la banlieue de Ravensthorpe dans le Dewsbury, Yorkshire de l'Ouest en Angleterre.
Les services à partir de Ravensthorpe sont opérés par Northern Rail.